# 하병필
하병필(河炳弼, 1968년 ~)은 대한민국의 공직자이다. 경상남도 행정부지사를 지냈다. 경상남도 하동군 출생이다.

## 학력
- 명신고등학교 졸업
- 서울대학교 법과대학 공법학과 학사

## 경력
- 1992 제36회 행정고시 합격
- 2008.05~2010.12 행정안전부 자치제도과 과장
- 2010.12~2012.08 행정안전부 자치행정과 과장
- 2012.08~2014.09 전국시도지사협의회 중국사무소 소장
- 2014.09~2015.02 안전행정부 정책평가담당관
- 2015.02~2017.01 경상남도청 기획조정실 실장
- 2017.01~2019.01 행정자치부 지역발전정책관
- 2019.01~2020.04 행정안전부 대변인
- 2020.04~2022.07 제36대 경상남도 행정부지사
- 2021.07~2022.06 경상남도 도지사 권한대행
- 2022.07~2023.09 행정안전부 기획조정실 실장
- 2023.09~2024.01 국가기록원장
- 유네스코 국제기록유산센터 이사장
- 2024.01~2024.05 대통령비서실 시민사회수석실 사회통합비서관
- 2024.05~2024.06 대통령비서실 시민사회수석실 시민사회1비서관
- 2024.07~ 제25대 인천광역시 행정부시장